# Waco CG-15
El Waco CG-15 fue un planeador militar estadounidense, que fue desarrollado desde el CG-4.

## Diseño y desarrollo
Aunque externamente similar a su predecesor y llevando el mismo número de pasajeros, una serie de cambios en el diseño, incluyendo alas acortadas y un morro más aerodinámico, le permitían viajar más rápidamente. Fueron ordenadas 1000 unidades, de las que se entregaron 427 antes de que la producción cesara. Dos ejemplares fueron transferidos a la Armada estadounidense para la realización de pruebas, como XLR2W-1. Una unidad fue convertida en un planeador a motor XPG-3, que usaba dos motores radiales Jacobs R-755-9 y tenía provisión para usar cohetes de asistencia al despegue.

## Variantes
XCG-15
Prototipo convertido desde un CG-4A, una conversión.
XCG-15A
Prototipos nuevos, dos construidos.
CG-15A
Versión de producción, redesignados G-15A en 1948, 427 construidos.
PG-3
Un XCG-15A (matrícula 44-90986) equipado con dos motores R-755-9, redesignado G-3A en 1948.
XLR2W-1
Dos CG-15A transferidos a la Armada de los Estados Unidos.
G-3A
PG-3 redesignados en 1948.
G-15A
CG-15A redesignados en 1948.

## Operadores
Estados Unidos
- Fuerzas Aéreas del Ejército de los Estados Unidos
- Armada de los Estados Unidos

## Especificaciones (CG-15A)

### Características generales
- Tripulación: Dos (pilotos)
- Capacidad: 13 soldados
- Longitud: 14,9 m (48,9 ft)
- Envergadura: 19 m (62,2 ft)
- Superficie alar: 57,9 m² (623 ft²)
- Peso vacío: 1814 kg (3998,1 lb)
- Peso cargado: 3644 kg (8031,4 lb)
- Peso útil: 1830 kg (4033,3 lb)

### Rendimiento
- Velocidad máxima operativa (Vno): 290 km/h (180 MPH; 157 kt)
- Carga alar: 63 kg/m² (12,9 lb/ft²)

## Aeronaves relacionadas

### Desarrollos relacionados
- Waco CG-4

### Aeronaves similares
- Gotha Go 242
- Diseños de planeadores de carga Schweizer
- Airspeed Horsa
- General Aircraft Hotspur
- Slingsby Hengist

### Secuencias de designación
- Secuencia CG-_ (Planeadores de Carga del USAAC/USAAF, 1941-1948): ← CG-12 - CG-13 - CG-14 - CG-15 - CG-16 - CG-17 - CG-18 →
- Secuencia G-_ (Planeadores de la USAF, 1948-1955): ← G-10 - G-13 - G-14 - G-15 - G-18 - XG-20
- Secuencia PG-_ (Planeadores a Motor de las USAAF, 1943-1948): PG-1 - PG-2 - PG-3
- Secuencia LR_W (Planeadores de Transporte de la Armada estadounidense, 1941-1945 (Waco, 1934-1945)): LRW - LR2W